# Залесная (Добрянский район)
Залесная — деревня в Добрянском районе Пермского края. Административный центр Краснослудского сельского поселения.

## История
Населённый пункт известен с 1788 года как помещичья деревня. В XIX в. здесь существовала почтовая станция на тракте Пермь — Соликамск.

## Географическое положение
Расположена на крайнем юге Добрянского района, примерно в 25 км от центра Перми. Непосредственно к востоку от деревни проходит автомобильная дорога Пермь — Березники. Ближайшая ж/д станция — Пальники, расположена примерно в 1,5 км к югу от Залесной.

## Население
| 2010 |
| ---- |
| 419  |

## Улицы[3]
- Апрельская ул.
- Берёзовая ул.
- Дорожная ул.
- Дружбы ул.
- Заозёрная ул.
- Зелёная ул.
- Майская ул.
- Новая ул.
- Подгорная ул.
- Полевая ул.
- Придорожная ул.
- Ромашковая ул.
- Садовая ул.
- Северная ул.
- Советский пер.
- Солнечная ул.
- Уютная ул.
- Центральная ул.
- Школьная ул.
- Юбилейная ул.
- Южная ул.
- Ясная ул.

## Топографические карты
- Лист карты O-40-65 Пермь. Масштаб: 1 : 100 000. Издание 1979 г.